# Reinhard Nesper

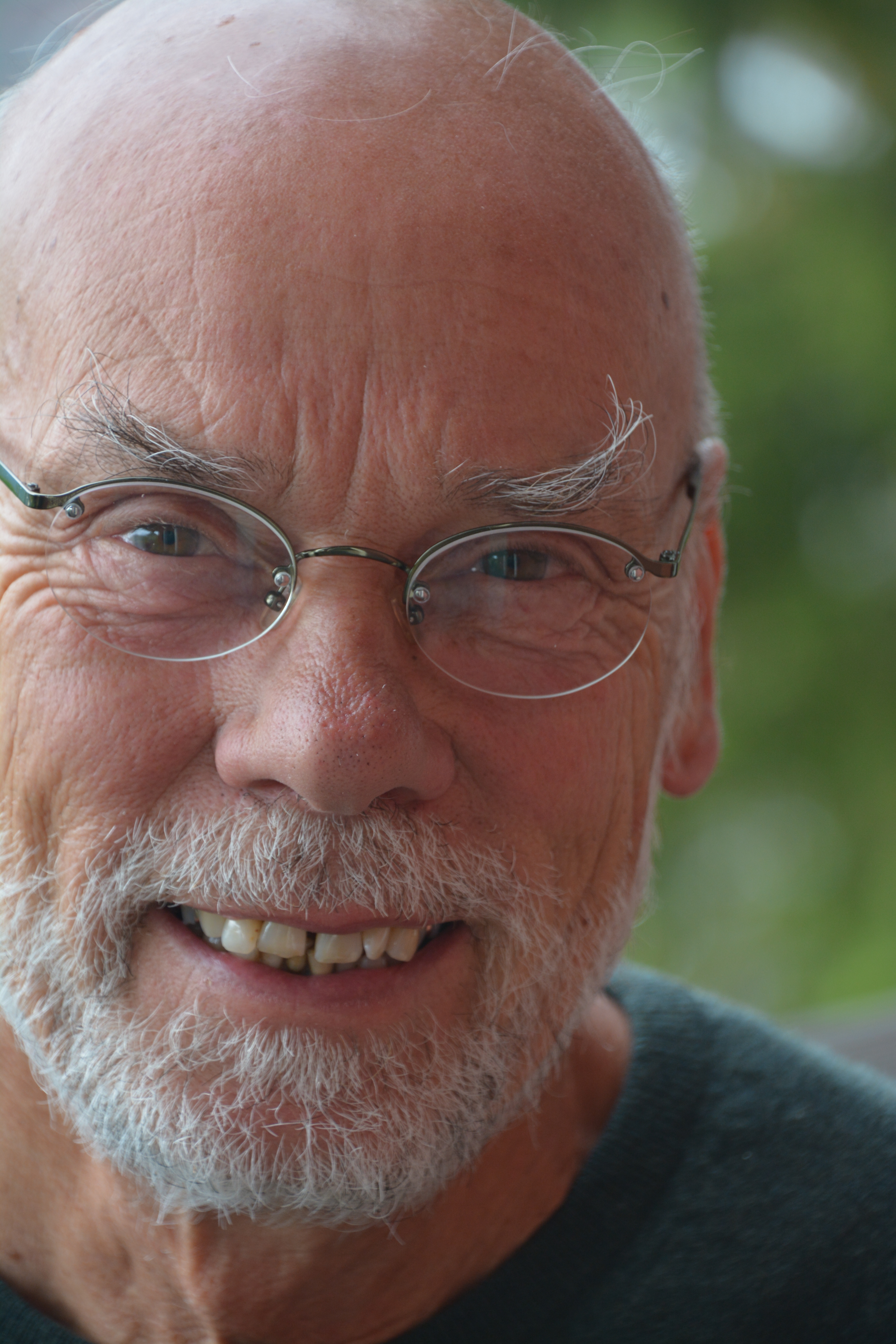
Reinhard Nesper (2015)

Reinhard Nesper (* 9. April 1949 in Elze) ist ein deutscher Chemiker und emeritierter Professor für Anorganische Festkörperchemie.
Nesper studierte Chemie an der Westfälischen Wilhelms-Universität in Münster. Seine Dissertation fertigte er am Max-Planck-Institut für Festkörperforschung in Stuttgart bei Hans Georg von Schnering über oxidische Zinnsysteme an. 1984 absolvierte er ein Postdoc an der Cornell University. Fünf Jahre später habilitierte er an der Universität Stuttgart. Von 1990 bis 2014 war Nesper Ordentlicher Professor für Anorganische Chemie an der ETH Zürich.
Bekannt ist Nesper für seine früher gemeinsam mit Wolfram Uhlig und Bruno Rüttimann gehaltenen Experimentalvorlesungen.